# أرنولد إيرلي
أرنولد إيرلي (بالإنجليزية: Arnold Earley) هو لاعب كرة قاعدة أمريكي، ولد في 4 يونيو 1933 في لينكولن بارك في الولايات المتحدة، وتوفي في 29 سبتمبر 1999 في فلينت في الولايات المتحدة.

## وصلات خارجية
- أرنولد إيرلي على موقع دوري كرة القاعدة الرئيسي (الإنجليزية)
- أرنولد إيرلي على موقعبيزبول رفرنس.كوم (الدوري الرئيسي) (الإنجليزية)
- أرنولد إيرلي على موقعبيزبول رفرنس.كوم (الدوري الثانوي) (الإنجليزية)